# Abraham Danso
Abraham Ibrahim Danso (* 2. Oktober 1968 in Camden Town, London) ist ein gambisch-britischer Maler, Farbdesign- und Gestaltungskünstler.

## Leben
Abraham Danso verbrachte seine Kindheit in Banjul (Gambia), Lausanne und Zürich. 1987 bildete er sich an der neuen Kunstschule Zürich für zwei Jahre auf dem Gebiet Innenarchitektur weiter. 1990 erlangte er das Eidgenössische Beruf-Diplom zum Maler in Zürich. Daraufhin folgten in den kommenden Jahren Anstellungen als Bühnenmaler und Kascheur am Opernhaus Zürich sowie bei Beat Humbel, einem Restaurator und Dekorationsmaler in Zürich. Von 2005 bis 2011 studierte Danso und erlangte den Titel des Eidgenössischen Diplom-Farbdesigner an der Höheren Fachschule für Farbgestaltung in Zürich.
Bereits während seines Studiums tätigte er freischaffend Auftragsarbeiten als Raum- und Objektgestalter, Maler, Farbdesigner und bildender Künstler. Das Farbmaterial seiner Kunstwerke besteht vorwiegend aus selbst angesetzten Pigmenten wie zum Beispiel Mineral- und Halbedelsteinpigmente oder Acryl. Seine Gemälde stellen abstrakte expressive Bildinhalte dar.
Abraham Danso lebt und arbeitet in Zürich.

## Ausstellungen (Auswahl)
- 2006: photography & space design / Galerie l Églyse Yverdon, Switzerland / Art & Creation
- 2008: wall paper & ornament / Museum for Applied Arts & Design W’thur/Zürich / Applied Art & Design
- 2011: stop / HoC/Higher Technical College, Zurich Switzerland / Color Concept & Design
- 2015: Art in Mind - Absolution / The Brick Lane Gallery / London, England / Abstract Expressionism Creation & Painting
- 2015: Abstract / Gallery INA DEDERER & FRIENDS / Zurich, Switzerland / Abstract Expressionism Creation & Painting
- 2015: Art Monaco’15 / Salon d’Art par excellence – Cote d’Azur / Monte-Carlo, Monaco / Abstract Expressionism Creation & Painting

- 2016: Boos / schweizergasse, Zürich
- 2017: Manor / Bahnhofstrasse, Zürich
- 2017: Berta / am Idaplatz, Zürich